# ポリシーン
ポリシーン(Polythene)は、イギリスのロックバンド、フィーダーのファーストアルバム。1997年5月2日発売。
1995年に2曲からなる自主製作EP「トゥー・カラーズ」を、翌年の1996年に6曲からなるミニアルバム「スイム」をリリースし、その後もUKで数枚のシングルをリリースしたフィーダーにとって、初のフルアルバムとなった。日本先行発売であり、ボーナストラックが3曲収録されている。
楽曲は現在のフィーダーに比べグランジ色が強い曲が多く、「スイム」の収録曲や、デビュー以前に作成されたデモテープからの音源が中心となっている。

## 楽曲
1. ポリシーン・ガール(Polythene Girl)
2. マイ・パーフェクト・デイ(My Perfect Day)
3. セメント(Cement)
4. クラッシュ(Crash)
5. レイディエーション(Radiation)
6. サフォケイト(Suffocate)
7. ディセンド(Descend)
8. ステレオ・ワールド(Stereo World)
9. タンジェリン(Tangerine)
10. ウォーターフォール(Waterfall)
11. フォーギヴ(Forgive)
12. 20センチュリー・トリップ(20th Century trip)
13. チキン・オン・ア・ボーン(Chicken On A Bone)（日本盤ボーナストラック）
14. ヒア・イン・ザ・バブル(Here In The Bubble)（日本盤ボーナストラック）
15. スイム(Swim)（日本盤ボーナストラック）

## 備考
- ボーナストラックの「Here In The Bubble」は、アルバムのタイトルが「Polythene」になる以前の仮タイトルだった。